# Paralcis
Paralcis is een geslacht van vlinders van de familie spanners (Geometridae), uit de onderfamilie Ennominae.

## Soorten
- P. albistigma Joicey & Talbot, 1917
- P. argalea Meyrick, 1892
- P. aurantifascia Prout, 1916
- P. auropurpurea Warren, 1907
- P. coerulescens Warren, 1906
- P. complicata Warren, 1906
- P. conspicuata Moore, 1888
- P. costimacula Joicey & Talbot, 1917
- P. curvilinea Warren, 1906
- P. deformis Warren, 1906
- P. discata Warren, 1906
- P. distanticlara Prout, 1916
- P. dochmioscia Prout, 1916
- P. fulvisecta Warren, 1916
- P. indistincta Joicey & Talbot, 1917
- P. intertexans Prout, 1916
- P. junctilinea Warren, 1906
- P. latimedia Warren, 1906
- P. lituata Joicey & Talbot, 1917
- P. ocellata Warren, 1903
- P. ochroneura Prout, 1916
- P. palumbina Warren, 1903

- P. pallidimargo Warren, 1906
- P. polycnema Prout, 1916
- P. prionophora Prout, 1916
- P. pseudomelanoscia Rothschild, 1915
- P. rufaria Warren, 1896
- P. ruptilinea Warren, 1906
- P. sinearia Guenée, 1858
- P. subochrea Warren, 1896
- P. thricophora Hampson, 1895
- P. tmetoloba Prout, 1924
- P. venusta Warren, 1906